# Кондрашовская сельская община
Кондрашовская сельская територриальная община – территориальная община в Украине, в Купянском районе Харьковской области. Административный центр – село Кондрашовка.

## География
Площадь общины - 404,9 км2, население общины - 6155 человек (2020).
Расположена в центре Купянского района. Община граничит на севере с Великобурлукской и Двуречанской общинами, на востоке - Петропавловской общиной, на юге - с Купянской общиной, на западе - с Шевченковской общиной.
Территория общества характеризуется равнинным рельефом с незначительными повышениями и балками. Вблизи села Кондрашовка протекает пересыхающий ручей с заготовками. В 3 км расположена река Купянка, а в 4 км — река Оскол. Преобладают черноземы, способствующие развитию сельского хозяйства. Климат умеренно континентальный, с теплым летом и холодной зимой. Через общину проходит автомобильная дорога Р 79 и Н 26. От центра общины села Кондрашовка дорогой до города Харькова – 117 км, до райцентра города Купянска – 8,5 км.

## История
12 июня 2020 образована путем объединения Кондрашовского, Вишневского, Грушевского, Гусинского, Моначиновского, Нечволодовского, Просянского и Смородьковского сельских советов Купянского района Харьковской области.
25 октября 2020 года первые выборы сельского совета и сельского председателя Кондрашевского сельской общины состоялись.
В первые дни полномасштабного вторжения в феврале 2022 года Кондрашовская община была полностью оккупирована российскими войсками.
После освобождения община подверглась многочисленным обстрелам. В частности, в начале 2024 года интенсивность обстрелов значительно возросла, армия РФ применяла РСЗО, артиллерию и FPV-дроны.
В мае 2024 года была объявлена эвакуация уязвимых категорий населения, включая женщин с детьми, пожилых и больных людей.

## Населённые пункты
В состав общины входят 32 села (Кондрашовка, Благодатовка, Василевка (Грушевский старостинский округ), Василевка (Моначиновский старостинский округ), Большая Шапковка, Вишневка, Волчий Яр, Голубовка, Грушевка, Гусинка, Дорошевка, Егоровка, Калиново, Ковалёвка, Курочкино, Малая Шапковка, Моначиновка, Московка,Николаевка Вторая, Николаевка Первая, Нечволодовка, Паламаревка, Прилютово, Просянка, Радьковка, Садовое, Самборовка, Поселок, Смородьковка, Соболевка, Тищенковка, Цыбовка).

## Транспорт
Через общину проходит автодорога Р 79 и Н 26 и дороги территориального значения.
По территории Кондрашевской территориальной общины проходит железнодорожная линия Купянск — Огурцово, которая является частью Южной железной дороги Украины. Эта линия не электрифицирована и имеет один путь. Со станциями в общине - 146 км, Снежная, Большая Шапковка, Шапковка, Моначиновка, Поселок, Гусинка, 120 км. С начала российского вторжения в Украину движение пригородных поездов временно приостановлено.

## Достопримечательности
- Братские могилы советских воинов: Во многих селах общины, в частности в Калиново, установлены братские могилы и мемориалы, посвященные воинам, которые погибли во время Второй мировой войны.
- Археологические находки: В селе Калиново обнаружены археологические памятники, свидетельствующие о древнем заселении этой территории.

Повреждение достопримечательностей: В результате военных действий, в частности обстрелов, некоторые культурные объекты общины получили повреждения.